# Марио Бионди
Мàрио Биòнди (на италиански: Mario Biondi), псевдоним на Марио Рано (на италиански: Mario Ranno; * 28 януари 1971 в Катания, Италия), е италиански певец и композитор.

## Биография и кариера

### Начални години
Псевдонимът на Марио Бионди е вдъхновен от този на баща му Джузепе Рано, познат още като Стефано Бионди – доста известен в Сицилия певец, особено с песента Tu malatia, написана за Катания.
Марио Бионди е роден от пристанищния италиански град Катания. На 12 г. пее в грегориански хорове в църквите и на сицилианските площади. Благодарение на баща си придобива разнообразен опит из Италия и усъвършенства английския си език, който става езикът, на който пее.
През 1988 г., на 17-годишна възраст, започва да се изявява в таорминския клуб Tout Va в концертите на големи музиканти като Рей Чарлз.
Пристрастен към соул музиката, той създава своя специфичен вокален тембър, като слуша записи на изпълнители като Лу Ролс, Ал Жаро и Айзък Хейс. Неговият съгражданин Джани Бела има голямо значение в творческото му развитие. Бионди притежава дълбок и топъл глас, доближаващ го до големите интерпретатори на соула и ритъм енд блуса.

### 2000-те години
След няколко появи по телевизията и театъра първо се мести в град Реджо Емилия, където пее на живо с група Марио Бро, а след това – в град Парма. Междувременно е студиен музикант в звукозаписни студия на малки лейбъли. Започва да си сътрудничи с Кико Капиоцо и Микеле 'Меко' Гуиди, с които през 2003 г. записва албума Whisky a go-go и отива на турне в САЩ. Известният телевизионен сериал „Сексът и градът“ решава да включи в епизодите си парчета от албума.
В същото време музикантът си сътрудничи с важни диджеи в различни жанрове на мода в средата на 2000-те г. Преломният момент идва през 2004 г. с участието му в проекта Was-a-Bee с една първа версия на песента This Is What You Are. Сингълът първоначално е предназначен за японския пазар, но е пуснат и по европейските радио станции. Всъщност известният британски диджей Норман Джей го вкарва в Top 10 на най-въртените парчета в радио програмата си по Би Би Си 1 и гласът на певеца, още преди името му, се разпространява в Европа. Песента е записана и в британската компилацията Good Times 5 и дебютира на челните места на Би Би Си 1. Следва и признанието на Британското консулство на церемонията по награждаването на Асоциация „Бизнес Великобритания – Италия“.
През 2006 г. излиза дебютният албум на Бионди Handful of Soul, издадена от Скема Рекърдс и записан с група Хай Файв Квинтет, който го поставя в светлините на прожекторите. След след три месеца албумът, благодарение на продажбите, печели първия от два платинени диска. Следва турнето на Бионди Live Tour в най-вълнуващите театри из цяла Италия и в най-добрите клубове, и на най-важните италиански и международни джаз фестивали.
През същата година участва в благотворителния проект Alex – Tributo ad Alex Baroni, изпълнявайки песента L'amore ha sempre fame („Любовта винаги е гладна“).
През 2007 г. Бионди взима участие като знаменитост на Фестивала на италианската песен в Санремо, където пее в дует с Амалия Гре песента Amami per sempre („Обичай ме завинаги“). През същата година той участва в сингъла на Марио Фарджета No Matter, както и в албума на Орнела Ванони Una bellissima ragazza, където пее с нея песента Cosa m'importa („Какво ме интересува“).
През ноември 2007 г. излиза двойният му концертен албум с Дюк Оркестра I Love You More – Live, записан през октомври в миланския театър „Смералдо“. Той изпълнява кавър версии на известни песни като Just the Way You Are, композирана през 1978 г. от Били Джоел и също изпълнена от Бари Уайт. Песента е включена в албума. Сингъл от албума е This is What You Are.
Пак през 2007 г. певецът е удостоен с наградата 'Глас' на Венецианските музикални награди, с Награда „Мия Мартини“ и с признанието на Музика е Диски за най-продаван албум на годината. Освен това Бионди записва специална песен за премиерата на документалния филм за живота на София Лорен на Римския филмов фестивал.
През 2008 г. е включен от Уолт Дисни в проекта за римейк на анимационния филм „Аристокотките“. Бионди изпълнява две песни от филма: Everybody Wants to be a Cat (Tutti quanti voglion fare jazz в италианската версия) и Thomas O'Malley (Romeo er mejo der Colosseo). През същата година е имитиран и поканен в последния епизод в телевизионната програма на комедийното трио Галапа'с Бенд Mai dire Martedì.
2009 е важна година за певеца. Той пее песента Juke-Box, включена в албума на Клаудио Балиони Q.P.G.A. Бионди пее и в дует с Ренато Дзеро песента Non smetterei più („Повече не бих престанал“) от албума на Дзеро Presente, както и песента Nei giardini che nessuno sa („В градините, която никой не знае“) по време на концертното турне на Дзеро Sei Zero. Изпълнението на последната се съдържа в DVD с поредицата от концерти.
През февруари 2009 г. е гост на Фестивала в Санремо, където пее песента Come in ogni ora („Както във всеки час“) в дует с Карима Амар, състезаваща се в категорията „Млади изпълнители“. На сцената на театър „Аристон“ Бърт Бакарак – продуцент на записа и автор на една от песните, дирижира оркестъра и свири на пиано.
На 6 ноември 2009 г. излиза новият му студиен албум If, предшестван от сингъла Be Lonely. Албумът продава над 200 хил. копия.
Няколко месеца по-късно певецът участва в Музикалните награди Уинд (Wind Music Awards) с нова версия на песента No More Trouble заедно с група Инкогнито.

### 2010-те години
През 2010 г. си сътрудничи с колегата си и приятел Пино Даниеле в песента Je so Pazzo.
През декември 2010 г. издава концертния си албум Yes You Live, а през 2011 г. на пазара е представен неговият двоен албум Due, в който пее в дует с талантите на италианската и международната музикална сцена. Освен това сътрудничеството му с Дисни продължава: той озвучава разбойника Хук в анимационния филм „Рапунцел и разбойникът“.
През 2011 г. Бионди пее в дует с Анна Татанджело авторската им песен L'aria che respiro („Въздухът, който дишам“), а също така пише за нея песента Se („Ако“). И двете песни се съдържат в албума ѝ Progetto B. Певецът също така изпълнява италианския кавър на класическото соул парче на Темптейшънс My Girl, включен в двойния му албум Due. Той дублира какадуто Мигел в анимационния филм „Рио“ (2011) и в продължението „Рио 2“ (2014).
През 2012 г. Марио Бионди е избран от Ноеми за музикален консултант на нейния екип в първото издание на шоуто за таланти Voice of Italy. Също през 2012 г. той участва като гост-звезда в епизод от петия сезон на популярния италиански ситком Camera Café.
Същата година певецът изпълнява с група Пух симфоничната версия на песента им Ci penserò („Ще помисля за това“).
През декември 2012 г. излиза сингълът му Shine On, предшестващ албума Sun, излязъл на 29 януари 2013 г. Албумът дебютира на първа позиция в класацията на FIMI на албумите още в първата седмица и е добре приет в САЩ и Япония, като го утвърждава окончателно на международната сцена.
На 10 май 2013 г. по радиото излиза новият му сингъл Deep Space. Същия ден певецът се изявява на сцената на Роял Албърт Хол в Лондон.
На 25 ноември 2013 г. е ред на новия му албум Mario Christmas, съдържащ множество джаз интерпретации на коледни песни и две други песни, включително дует със Ърт, Уинд енд Файър.
През юли 2014 г. получава наградата „Лунеция изпълнител“ в Марина ди Карара.
На 25 ноември на първо място в класациите дебютира бокс-сетът му A Very Special Mario Christmas, състоящ се от компактдиск с всички песни от Mario Christmas плюс три нови песни и DVD с видеоклипове и изображения от концерта в Театро Аугустео в Неапол по време на турнето му Sun Tour.
На 10 април 2015 г. по радиото е пуснат Love Is a Temple – първият сингъл, предшестващ излизането на новия му албум Beyond, очакван на 5 май. Албумът е продуциран от Дап Брадърс – музикална фънк/соул група от Ню Йорк, свързана с Ейми Уайнхаус.
През юни певецът участва в третото издание на Летния фестивал Coca-Cola с песента Love Is a Temple, като е номиниран за RTL 102.5 – награда „Песен на лятото“. Същата година той си сътрудничи с Роко Хънт, пеейки Back in the Days – песен от новия му албум SignorHunt.
На 18 ноември 2016 г. излиза двойният му албум Best of Soul, предшестван от сингъла Do You Feel Like I Feel – кавър на едноименната песен на Никола Конте. Албумът събира най-големите хитове на изпълнителя, придружени от седем неиздавани песни.
Марио Бионди участва във на Фестивала в Санремо 2018 с песента Rivederti („Да те видя отново“) и се класира на 19-то предпоследно място.
Същата година излиза студийният му албум Brasil – истинско пътешествие в многото аспекти на бразилската музика чрез непубликувани и реинтерпретации на класики, в които Бонди пее на португалски, английски, френски и италиански.

### 2020-те години
На 20 април 2020 г. излиза благотворителният сингъл Il nostro tempo („Нашето време“) – част от проекта „Невидим враг“, изпълнен заедно с Аннализа Минети (авторка на песента заедно с Бионди), Гаетано Курери, Доди Баталя, Петра Магони, Андреа Кала, Марчело Сутера (аранжимент). Приходите от песента са дарени на Auser – асоциация, която по време на пандемията от COVID-19 осъществява инициативи в подкрепа на най-уязвимите, самотните и възрастните хора.
На 8 декември излиза коледния сингъл This Is Christmas Time – коледна версия на парчето му This Is What You Are.
На 15 януари 2021 г. е ред на сингъла Cantaloupe Island (DJ Meme Remix), който предшества новия му албум. Сингълът е реинтерпретация на класическото парче на Хърби Ханкок от 1964 г.
На 29 януари 2021 г. излиза албумът му Dare („Да дадеш“) ден след 50-ия му рожден ден. Той дебютира на 8-мо място в Класацията на FIMI на албумите.
На 20 април 2020 г. излиза благотворителният сингъл „Нашето време“ (Il nostro tempo) като част от проекта Nemico invisibile. Парчето, чийто автор е Бионди, е изпята от него с Аннализа Минети (негова съавторка), Гаетано Курери, Доди Баталия, Петра Магони, Андреа Кала, Марчело Сутера (аранжимент). Приходите са дарени на Auser – асоциация, която също по време на пандемията от COVID-19 прави инициативи за подкрепа на най-уязвимите, самотни и възрастни хора.
През юни Марио Бионди обявява лятното си турне с 12 дати в Италия, Украйна, Германия, Унгария, Русия.
На 24 август 2021 г. той пее, заедно с някои песни от последния си албум и песента La Fine („Краят“) по повод разрушаването на множеството бараки с азбест в квартала Фондо Фучиле на град Месина.

## Музикален стил
Със своя вокален тембър, много близък до този на Бари Уайт, Айзък Хейс и Лу Ролс, Бионди дава живот на топъл и страстен соул джаз, който умее да интерпретира с иронични акценти. В аранжиментите на песните му има джаз оцветка.

## Личен живот
Певецът има девет деца. От тях трима сина и три дъщери: Марцио, Марика, Дзое, Луис Марио, Киара и Рей са родени от бившата му съпруга – певицата Моника Фарина, с която се женени 15 години. Имената на две от децата са вдъхновени от тези на музикантите Луис Армстронг и Рей Чарлс. Има една дъщеря – Миа, родена през 2015 г. от партньорката му (според някои източници – съпруга) Джорджа Арбарело – модел и трета класирана на Мис Италия 2007 г. От сегашната си партньорка Ромина има две дъщери: Мил, родена през 2014 г. и Марияетна, родена през септември 2020 г.
Живее в Парма.

## Дискография

### Албуми

#### Студийни албуми
- Handful of Soul (2006), с Хай Файв Квартет
- If (2009)
- Due (2011)
- Sun (2013)
- Mario Christmas (2013)
- A Very Special Mario Christmas (2014) – специално издание, бокс-сет
- Beyond (2015)
- Best of Soul (2016) – компилация
- Brasil (2018)
- Dare (2021)

#### Концертни албуми
- I Love You More (2007), с Дюк Оркестра
- Yes You live (2010)

#### Други
- Changes of Scenes (2011) – 10 ремиксирани версии от албума Handful of Soul + 2 неиздавани песни
- The Best Of – I Love You More Live (2011), с Дюк Оркестра

## Музикални видеоклипове
- Be Lonely (2010)
- Yes You (2010)
- Life is everything (2011)
- Shine on (2012)
- What Have You Done to Me (2013)
- Life Is Everything (feat. Уенди Луис) (2013)
- Deep Space (2013)
- My Christmas Baby (The Sweetest Gift) (2013)
- Santa Claus Is Coming to Town (Live) (2013)
- Love is a Temple (2015)
- I Chose You (2015)
- Nightshift (2015)
- Do You Feel Like I Feel (2016)
- Rivederti (2018)
- Devotion (2018)
- I wanna be free (feat. Куинториго) (2019)
- Sunny Days (feat. Кливланд Джоунс) (2019)
- Paradise (2020)
- Cantaloupe Island (Dj Meme Remix) (2021)
- Show Some Compassion (with Friends) (2021)
- Lov-Lov-Love (feat. Инкогнито) (2021)
- What A Fool Believes (Нери пер Казо feat. Марио Бионди) (2008)
- Lowdown (Инкогнито feat. Марио Бионди и Шака Кан) (2011)
- Metà Amore Metà Dolore (Марчела Бела feat. Марио Бионди) (2017)
- Il nostro tempo (Аннализа Минети, Марио Бионди и др.) (2020)

## Турнета
- Live Tour (2006 – 2007)
- Sun Tour (2013)
- Beyound Tour (2016)
- Best of Soul – Tour (2017)
- Brasil Instore Tour (2018)
- Tour estate 2021